# Judy (pies)

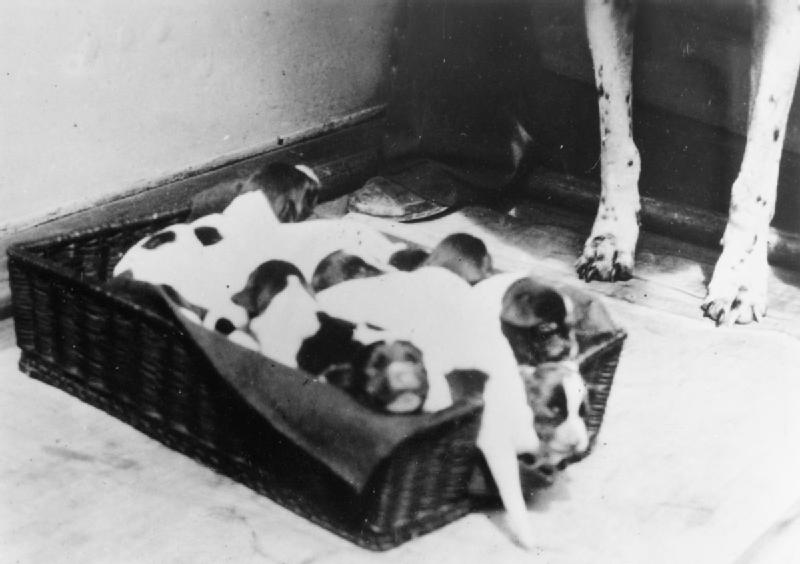
Szczeniaki Judy

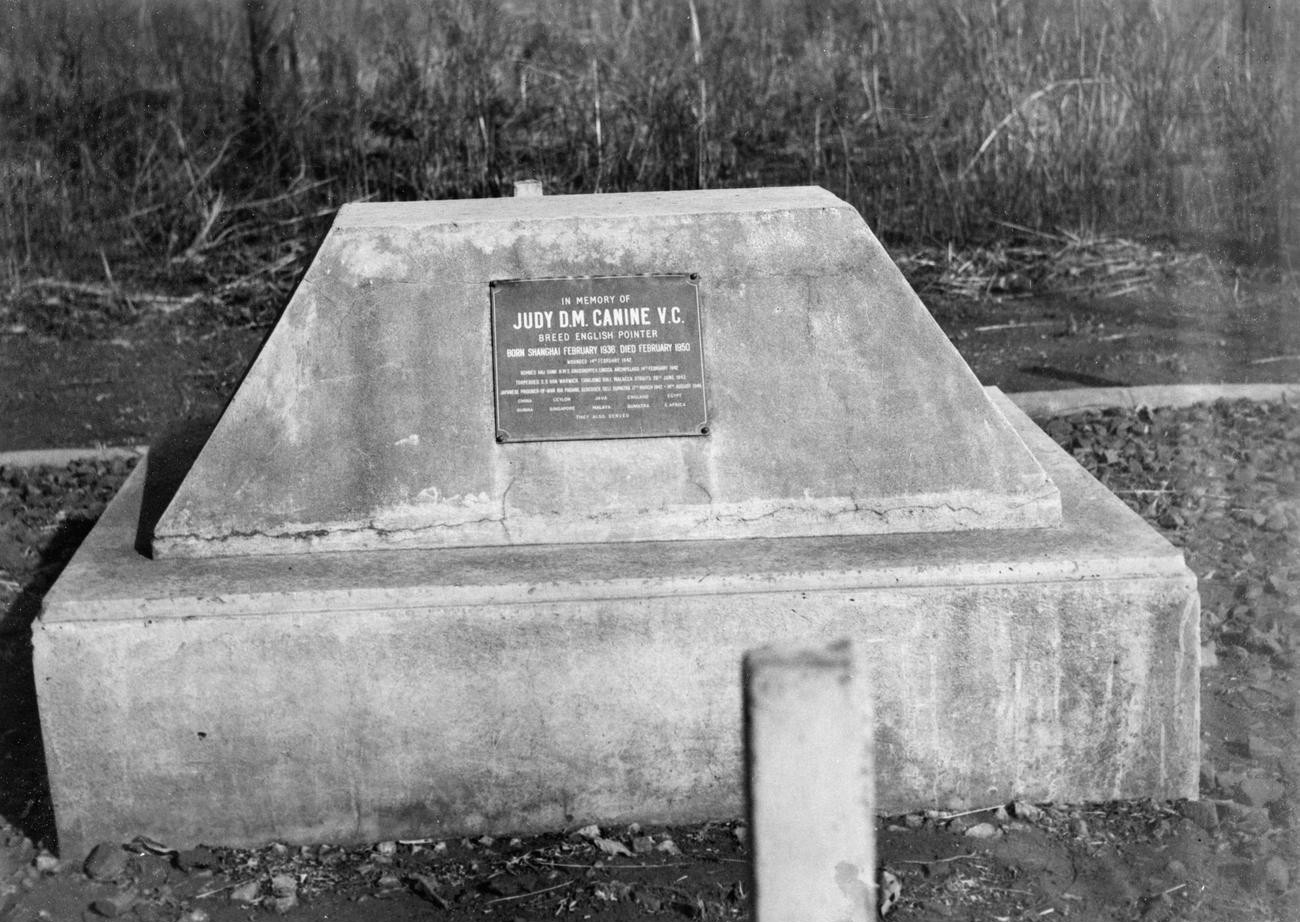
Grobowiec Judy

Judy (ur. 1937 w Szanghaju; zm. 17 lutego 1950 w Nachingwea) – suka rasy pointer, maskotka brytyjskiej Royal Navy. W czasie II wojny światowej Judy była jedynym psem oficjalnie uznanym przez Cesarską Armię Japońską za jeńca wojennego, po wojnie została odznaczona Medalem Dickin.

## II wojna światowa
Urodzona w Szanghaju w 1937, karierę wojskową rozpoczęła jako maskotka kanonierki HMS „Gnat”, w późniejszym czasie przeszła na pokład innej kanonierki HMS „Grasshopper”. W 1942 po upadku Singapuru "Grasshoper" usiłował przedrzeć się na Jawę, ale został przechwycony przez japońskie samoloty i trafiony trzema bombami zatonął. Część załogi wraz z Judy uratowała się. Judy pomagała niektórym członkom załogi przepłynąć na brzeg bezludnej wyspy, a już na wyspie odnalazła źródło wody pitnej.
Po kilkudniowym pobycie na wyspie ocalała część załogi wraz z Judy została odnaleziona przez chińską dżonkę i przewieziona na Sumatrę, skąd Brytyjczycy usiłowali przedostać się do Padangu, ale tuż przed dotarciem do celu dostali się do japońskiej niewoli i zostali przewiezieni do obozu jenieckiego Medan.
Już w Medan opiekę nad Judy objął mechanik RAF-u Frank Williams. Japoński dowódca obozu rozkazał zabić Judy, ale dzięki wstawiennictwu Williamsa, który według niektórych przekazów miał upić japońskiego komendanta, zgodził się nadać Judy status jeńca wojennego; otrzymała ona numer obozowy „81A Gloergoer, Medan”. W czasie pobytu w obozie Judy pomagała jeńcom, ostrzegając ich przed dzikimi zwierzętami, bawiąc się z nimi, utrzymując ich morale, czy nawet atakując japońskich strażników.
W 1944 obóz został przeniesiony. W czasie podróży do nowego obozu 26 czerwca 1944 statek z więźniami, „Harugiku Maru” (dawniej holenderski SS "Van Warwyck), został zatopiony przez brytyjski okręt podwodny HMS „Truculent”. Zarówno Williams jak i Judy przeżyli i trafili do następnego obozu jenieckiego. Przez następne kilka miesięcy Judy i jej opiekun byli przerzucani z jednego obozu do następnego, pod koniec wojny trafiając do obozu zarządzanego przez poprzedniego komendanta obozu w Medan. Tym razem Japończyk nie tylko rozkazał zabić sukę, ale także, aby została zjedzona przez więźniów. Rozkaz nie został jednak wykonany, w 1945 obóz został wyzwolony, a Williams, wziąwszy ze sobą Judy, powrócił do Wielkiej Brytanii.

## Okres powojenny
W Anglii Judy zyskała znaczną popularność, jako jedyny pies została członkiem brytyjskiego stowarzyszenia byłych jeńców wojennych Returned British Prisoners of War Association. Została odznaczona Medalem Dickin, nazywanym zwierzęcym ekwiwalentem Krzyża Wiktorii, za „wspaniałe męstwo i wytrzymałość w czasie pobytu w japońskich obozach jenieckich, które pomogły utrzymać dobre morale wśród współwięźniów, oraz za uratowanie wielu żyć dzięki jej inteligencji i uwadze” (For magnificent courage and endurance in Japanese prison camps which helped to maintain morale among her fellow prisoners, and also for saving many lives through her intelligence and watchfulness). W 1948 wraz z Williamsem wyjechała do Afryki, gdzie dwa lata później, w 1950, ciężko zachorowała i musiała zostać uśpiona.